# Lijst van rijksmonumenten in Wieringerwaard
De plaats Wieringerwaard telt 11 inschrijvingen in het rijksmonumentenregister. Hieronder een overzicht.
| Object | Oorspronkelijke functie?  | Bouwjaar     | Architect                      | Locatie             | Coördinaten?                  | Nr.?   | Afbeelding                           |
| --- | ------------------------- | ------------ | ------------------------------ | ------------------- | ----------------------------- | ------ | ------------------------------------ |
| Herenhuis "Oosterwijk" | Woonhuis                  | 1861         |                                | Lotweg 6            | 52° 50' 43" NB, 4° 52' 34" OL | 512085 | Herenhuis "Oosterwijk"               |
| Oosterwijk: koetshuis | Bijgebouwen kastelen enz. | 1861         |                                | Lotweg bij 6        | 52° 50' 43" NB, 4° 52' 34" OL | 512086 | Oosterwijk: koetshuis                |
| Oosterwijk: hekwerk | Erfscheiding              | 1861         |                                | Lotweg bij 6        | 52° 50' 43" NB, 4° 52' 34" OL | 512087 | Oosterwijk: hekwerk                  |
| Stolpboerderij "Pieter's hoeve" | Boerderij                 | 1888         |                                | Barsingerweg 31     | 52° 49' 2" NB, 4° 52' 15" OL  | 512093 | Stolpboerderij "Pieter's hoeve"      |
| Pietershoeve: wagenschuur | Boerderij                 | 1888         |                                | Barsingerweg bij 31 | 52° 49' 2" NB, 4° 52' 15" OL  | 512094 | Upload foto                          |
| Watertoren | Nutsbedrijf               | 1928         | B.F. van Nieveld en W. Mensert | Molenweg 42         | 52° 50' 25" NB, 4° 51' 37" OL | 512096 | Meer afbeeldingen                    |
| Hervormde Kerk | Kerk en kerkonderdeel     | 1865         |                                | Trambaan 1          | 52° 50' 6" NB, 4° 51' 49" OL  | 512097 | Meer afbeeldingen                    |
| Voormalig tramstation Wieringerwaard | Transport                 | ca. 1910     |                                | Zuid Zijperweg 37   | 52° 50' 1" NB, 4° 51' 45" OL  | 512098 | Voormalig tramstation Wieringerwaard |
| De Hoop | Industrie- en poldermolen | 1742/1872    |                                | Molenweg 47         | 52° 50' 35" NB, 4° 51' 42" OL | 8699   | Meer afbeeldingen                    |
| Het Polderhuis | Bestuursgebouw            | 1612         |                                | Noord Zijperweg 35  | 52° 50' 8" NB, 4° 51' 38" OL  | 8700   | Meer afbeeldingen                    |
| Stolphoeve met dwars uitgebouwd wooneind, eindigend tegen gevel met houten top. Kelder tussen wooneind en dwarseind. Gebogen bovenraamdorpels, de roeden verwijderd uit de onderramen | Boerderij                 | 18e/19e eeuw |                                | Noord Zijperweg 81  | 52° 49' 56" NB, 4° 50' 19" OL | 8702   | Meer afbeeldingen                    |